# Dầu thực vật

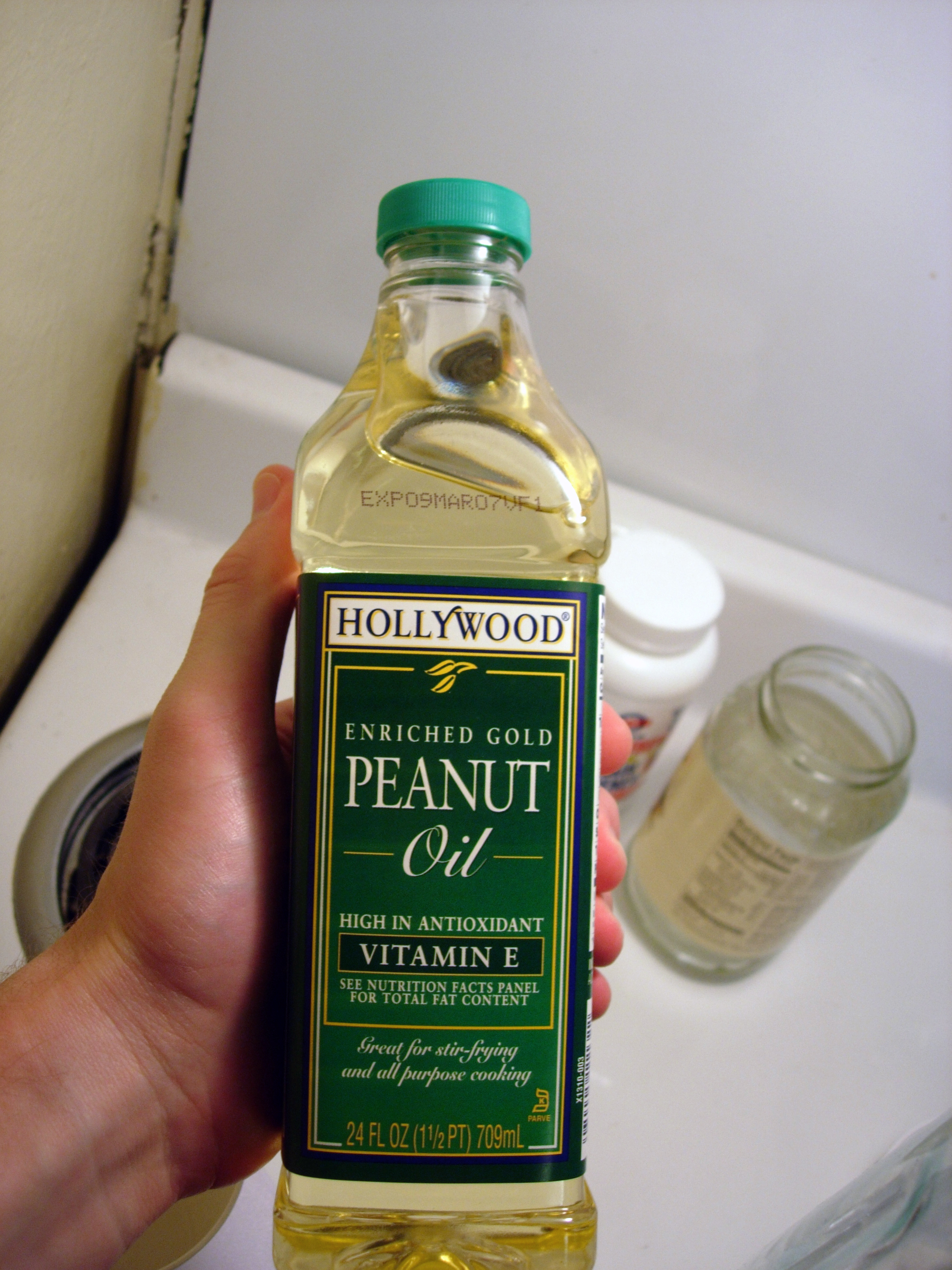
Dầu thực vật

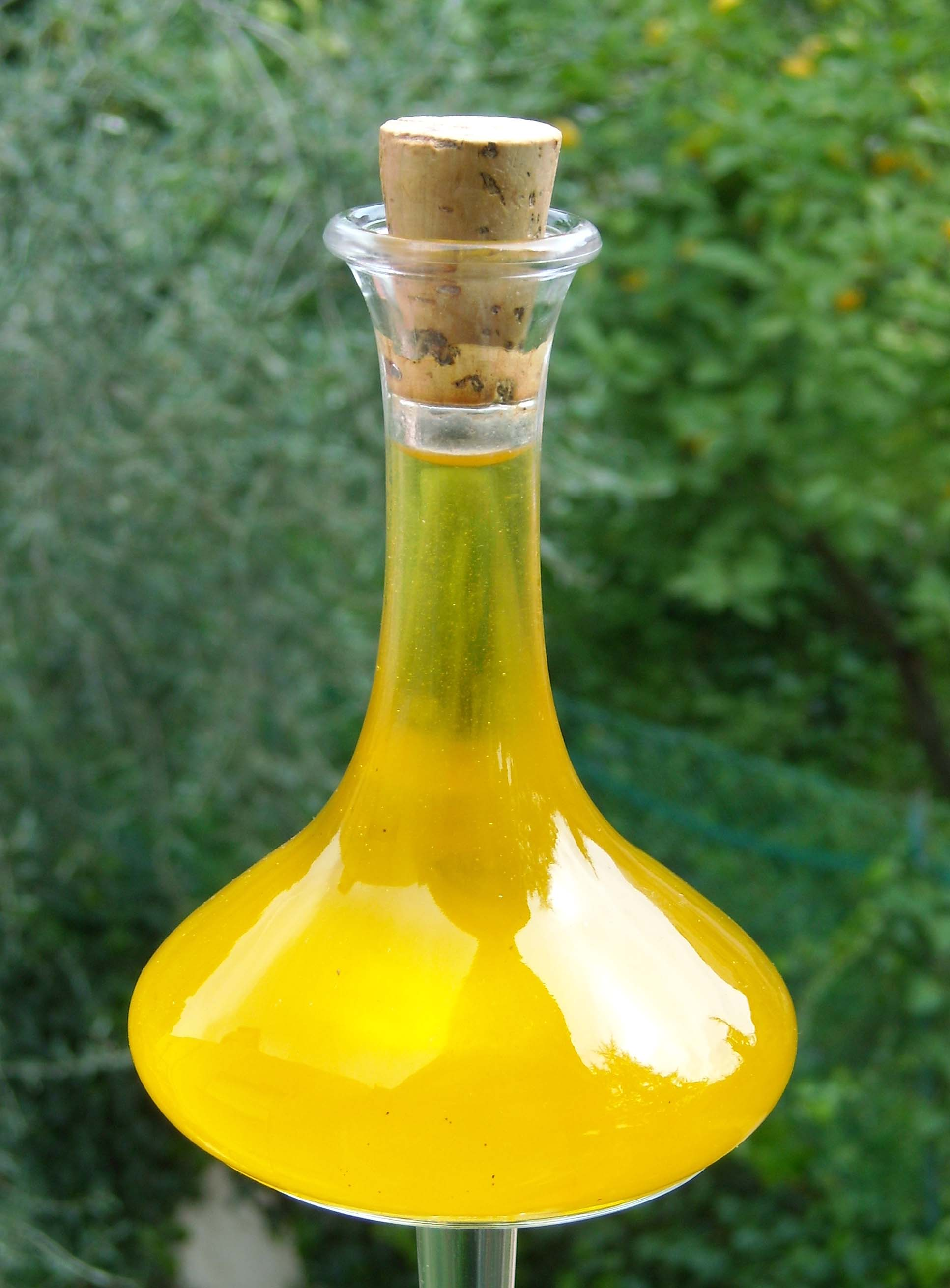

Dầu thực vật là loại dầu được chiết xuất, chưng cất và tinh chế từ thực vật (một số bộ phận thường được sử dụng để chiết xuất dầu như: hạt, lá, củ, quả). Hiện nay dầu thực vật thường tồn tại ở hai dạng đó là: dầu chưa tinh chế (nguyên bản) và dầu tinh chế. Trong đó dầu chưa tinh chế được ép trực tiếp từ nguyên liệu thực vật (đa phần được gọi là dầu ép lạnh), thường được khuyên dùng bởi mức độ hiệu quả cao bởi nó còn chứa tất cả dinh dưỡng, vitamin...từ nguyên liệu, nhưng thời gian bảo quản sẽ ngắn hơn. Còn dầu tinh chế là dầu đã được xử lý (có thể là xử lý nhiệt) giúp tăng thời gian lưu trữ, nhưng một số vitamin, dinh dưỡng...đã bị mất đi hoặc giảm, khiến cho công dụng của nó không bằng với dầu chưa tinh chế.
Sự khác biệt giữa dầu và tinh dầu:
- Chiết xuất: Dầu thường được áp dụng theo phương pháp ép lạnh, nhiệt hoặc ngâm ủ trong dung môi...với công nghệ áp dụng không quá cầu kỳ. Nhưng ngược lại tinh dầu thì thường được áp dụng phương pháp chưng cất cuốn hơi nước, CO2, chưng cất dung môi...đòi hỏi công nghệ áp dụng hiện đại và tinh vi, bởi một số loại hoa có lượng tinh dầu rất ít và độ bay hơi cao nên rất kho thu được tinh dầu, chính vì thế mà dây chuyền áp dụng rất hiện đại, cũng như số lượng nguyên liệu luôn rất nhiều...do đó chúng ta thường thấy giá thành của tinh dầu luôn cao hơn và cao hơn rất nhiều so với dầu.
- Tính chất: Dầu có độ sánh đặc, độ bám dính cao cũng như tốc độ bay hơi hầu như không xảy ra (bay hơi rất ít), dầu thường được sử dụng để xoa bóp, massage, làm kem chắm sóc da...kem dưỡng ẩm. Tinh dầu rất nhẹ, tốc độ bay hơi rất nhanh và cao, do đó tinh dầu thường được sử dụng để khuếch tán trong không gian (liệu pháp mùi hương) giúp thư giãn, tạo mùi thơm dễ chịu...tinh dầu còn được kết hợp với tinh dầu để massage lên da trị liệu, làm xà phòng, nến thơm...một số loại tinh dầu còn được dùng trong đồ uống, thức ăn, thực phẩm, kẹo...bánh.
- Lưu trữ: Dầu thường ít bị ảnh hưởng bởi ánh nắng nên dầu thường được đựng trong lọ sáng màu, và được lưu trữ tại nơi khô thoáng, mát mẻ. Còn tinh dầu rất nhạy cảm với ánh sáng, chính vì thế mà chúng được đóng trong những lọ thủy tinh tối màu, lưu trữ ở nơi khô thoáng, tránh ánh nắng mặt trời(nếu tiếp xúc với ánh nắng sẽ làm cho tinh dầu bị hư hại, thay đổi chất lượng và công dụng)

Dầu thực vật được chia thành:
- Dầu và chất béo chiết xuất từ thực vật, thường được gọi là dầu thực vật, là hỗn hợp các triglyxerit được chiết xuất từ thân, hạt hoặc cùi quả của một số loại cây có dầu như dừa, hướng dương, thầu dầu... Dầu và chất béo chiết xuất từ thực vật bao gồm dạng lỏng như dầu canola, dạng rắn như bơ cacao. Dầu và chất béo chiết xuất từ thực vật được dùng làm thức ăn hoặc phục vụ trong công nghiệp, hoặc dùng để vẽ.
- Dầu ngâm, loại dầu được thêm các chất khác vào, ví dụ như quả ôliu.
- Dầu và chất béo được hydro hóa, bao gồm hỗn hợp các triglyxerit được hydro hóa ở nhiệt độ và áp suất cao. Hydro liên kết với triglyxerit làm tăng phân tử khối. Dầu và chất béo được hydro hóa được tăng thêm khả năng chống oxy hóa (ôi, thiu), hoặc tăng thêm độ quánh nhớt hay nhiệt độ nóng chảy.

|                             | Chất béo tổng số | Chất béo bão hòa | Chất béo không no đơn | Chất béo không no đa | Protein |
| Dầu shortening (hydrat hóa) | 71g              | 23g              | 8g                    | 37g                  | 0g      |
| Dầu hướng dương             | 100g             | 10g              | 20g                   | 66g                  | 0g      |
| Dầu đậu nành                | 100g             | 16g              | 23g                   | 58g                  | 0g      |
| Dầu ôliu                    | 100g             | 14g              | 73g                   | 11g                  | 0g      |
| Mỡ lợn                      | 100g             | 39g              | 45g                   | 11g                  | 0g      |
| Bơ                          | 81g              | 51g              | 21g                   | 3g                   | 1g      |